# Ludwig Anton von Hacke

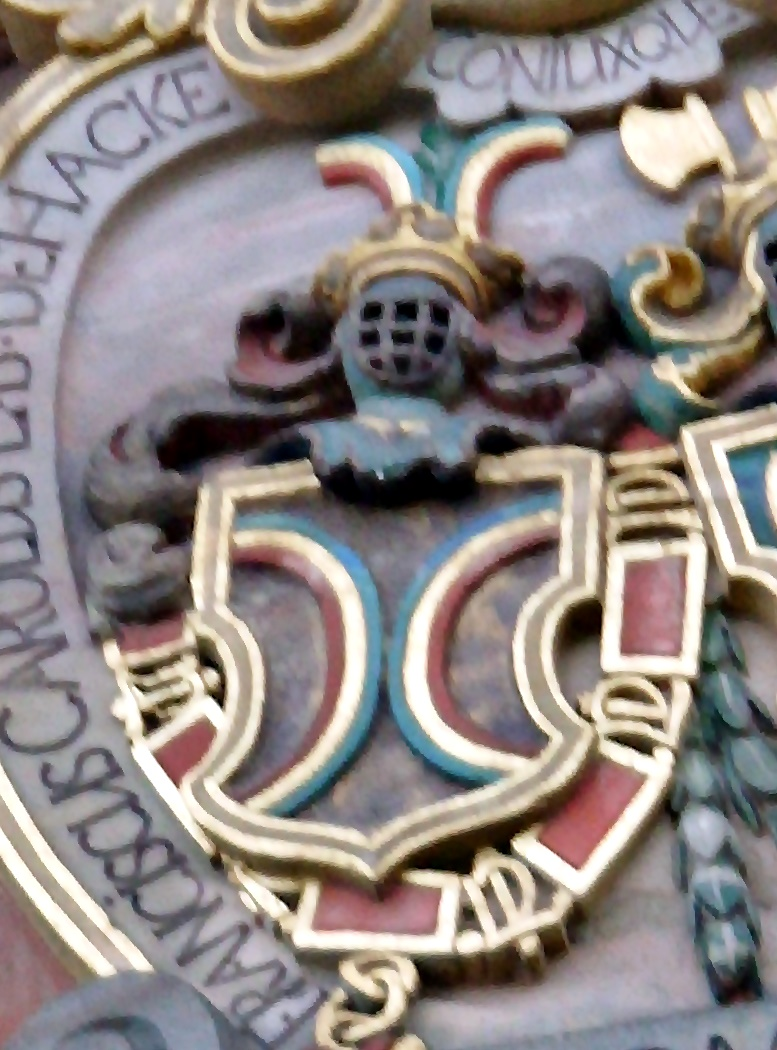
Wappen der kurpfälzischen Freiherrn von Hacke am Trippstadter Schloss

Gemeindewappen Trippstadt; im unteren Bereich das Wappen der Familie von Hacke (2 blau-gelb-rote Regenbögen)

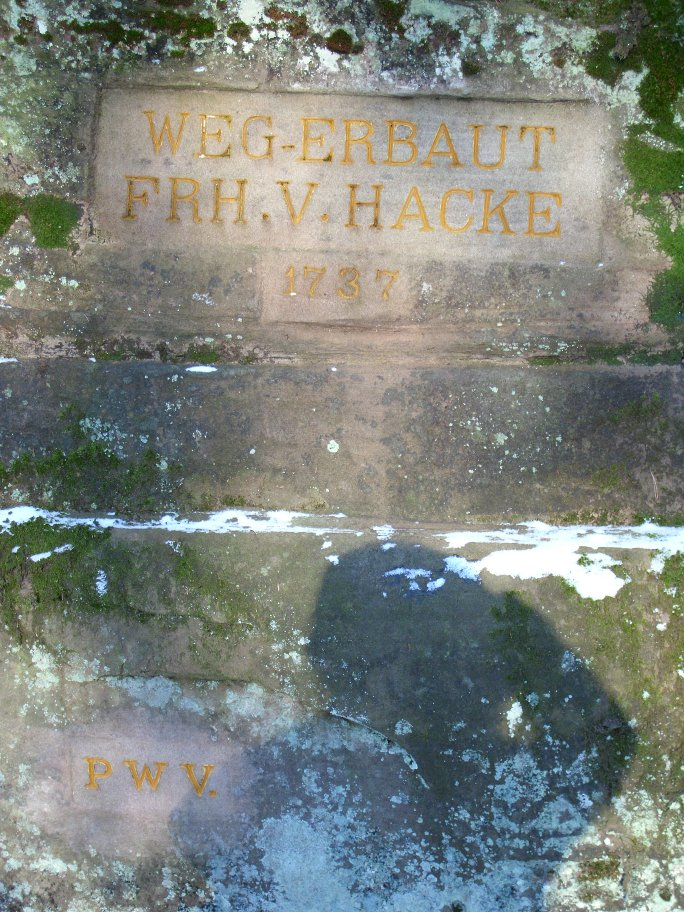
Gedenkstein am Riesenberger Weg (Ritterstein Nr. 122)

Ludwig Anton Paul von Hacke, auch Haacke bzw. Hacke auf Schweinspoint (* 17. Dezember 1682 in Marxheim, Bayerisch-Schwaben, Schloss Schweinspoint; † 6. Dezember 1752 in Mannheim) war ein Freiherr, kurpfälzer Oberstforst- und Oberstjägermeister, sowie Inhaber der eigenständigen Herrschaft Trippstadt in der Pfalz.

## Leben und Wirken
Er war der Sohn des 1692 in Düsseldorf zum Freiherrn erhobenen Friedrich Ferdinand Sittig von Hacke (1634–1693) und dessen Gattin Maria Anna Sabine geb. von Nuland († 1690). Sie hatten 1683 Schloss und Gut Schweinspoint erworben und nannten sich danach mit vollem Namen Hacke auf Schweinspoint. Der Vater wirkte als Kammerherr und erblicher Oberststallmeister im Fürstentum Pfalz-Neuburg.
Auch Ludwig Anton von Hacke trat in pfalz-neuburger Dienste und übernahm von seinem Vater das Amt eines erblichen Oberststallmeisters, außerdem wirkte er als Landrichter in der Oberpfalz. Am 5. Januar 1716 bestimmte ihn Kurfürst Johann Wilhelm von der Pfalz zum Oberstjägermeister (gleichzeitig auch Oberstforstmeister) und belehnte ihn mit dem kurpfälzischen Anteil der Herrschaft Wilenstein. Da Freiherr von Hacke der katholischen Kirche angehörte und die ererbte Kurpfalz durch die früheren Herrscher weitgehend protestantisiert war, verfolgte der Kurfürst damit auch eine gezielte Rekatholisierungspolitik.
Die an den Freiherrn von Hacke vergebenen Teile der Herrschaft Wilenstein umfassten das Gebiet der sogenannten Wirichshube in der alten Grafschaft Falkenstein und bestanden – neben großen Waldungen – ursprünglich nur aus dem östlichen Teil von Trippstadt mit dem Dorf Mölschbach. Ludwig Anton von Hacke rundete sein Territorium 1719 durch Zukäufe der restlichen Herrschaft Wilenstein ab. Insbesondere handelte es sich um den (größeren) Rest von Trippstadt, das Dorf Stelzenberg, die Burg Wilenstein und den Aschbacher Hof mit seiner uralten Kirche. Es war ein waldreiches, armes und relativ vernachlässigtes Ländchen, das zudem auch von Österreich beansprucht wurde, dem die übrige Grafschaft Falkenstein gehörte.
Hacke bemühte sich nachhaltig um das Gebiet. Er zog – zumeist katholische, aus Tirol bzw. Österreich stammende – Siedler herbei und gründete u. a. 1724 auf dem Unterhammer im Karlstal ein Eisenhammerwerk. So förderte er die Metallverarbeitung, welche 1772 pachtweise an Familie Gienanth überging und hier große Bedeutung erlangte. Zwischen Waldleiningen und dem Stüterhof ließ er 1737 den sogenannten Riesenberger Weg anlegen, um den Abtransport des Waldholzes zu verbessern. Hier erinnert auch ein Gedenkstein an den Bauherrn. Ebenso errichtete er dort eine Holzriese zur Trift über den Speyerbach, die der Ritterstein Nr. 121 markiert. Seine Residenz legte er nach Trippstadt. Schon seit vor 1719 war er verheiratet mit Maria Anna Theodora Regina von Wachtendonk, Tochter des Freiherrn Hermann Adrian von Wachtendonk (1666–1702) und Schwester des einflussreichen kurpfälzischen Ministers Hermann Arnold von Wachtendonk-Germenseel (1694–1768). Mit ihr hielt Hacke sich oft in Mannheim auf, wo sich nun der Hof des Kurfürsten befand; er war Ritter des Hubertusordens und Wirklicher Geheimer Rat.

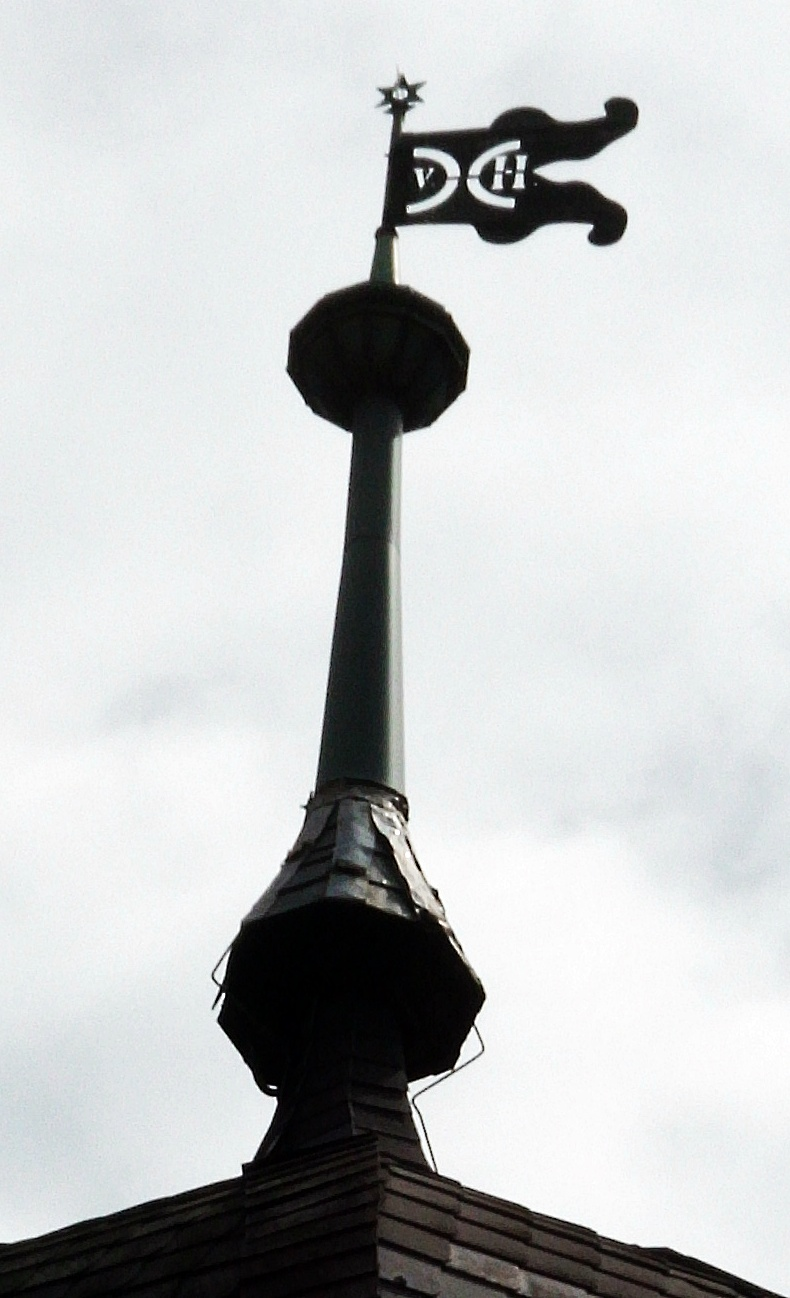
Wetterfahne mit Wappenzeichen und Monogramm der Freiherrn von Hacke, auf dem Meckenheimerschen Schloss in Lambsheim

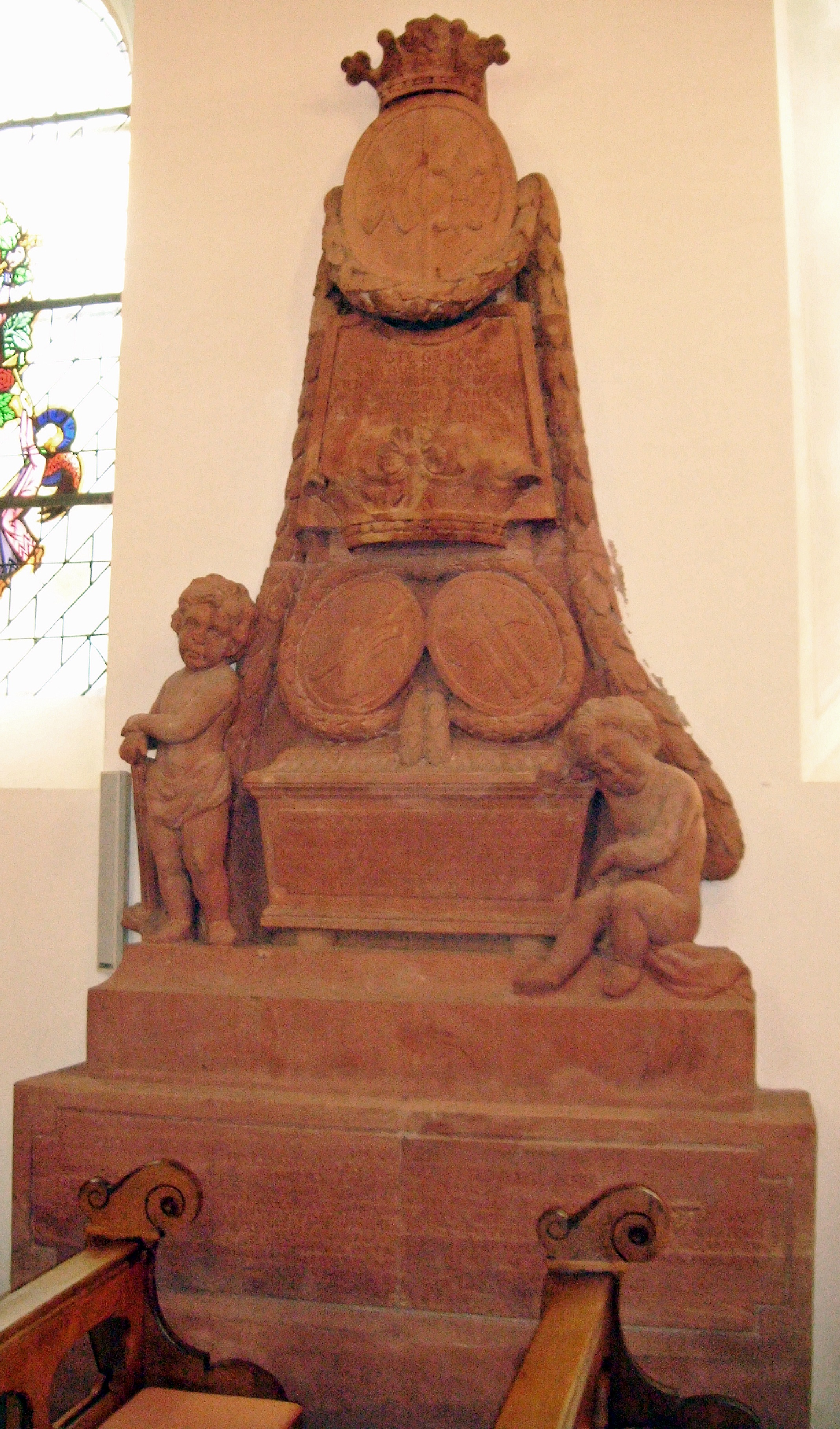
Grabdenkmal in der Schlosskirche St. Joseph (1783)

Schon 1724 hatte der Adelige auch das sogenannte Meckenheimersche Schloss im vorderpfälzischen Lambsheim erworben und ließ es 1740 in seiner heutigen Form umbauen. Dabei entstanden dessen charakteristischer Achteckturm mit Wappen-Wetterfahne der Freiherrn von Hacke, sowie eiserne Maueranker mit den Initialen V.H. 1725 kaufte er im gleichen Ort das Lambsheimer Jagdschloss. Beide Immobilien erstand er aus dem Nachlass des kurpfälzischen Generals Johann Wilhelm von Efferen († 1724). Als Waldkenner und -liebhaber ließ Ludwig Anton von Hacke am Lambsheimer Jagdschloss den Garten erweitern und mit seltenen Bäumen bzw. Pflanzen bestücken; es wurde dauerhaft ein Gärtner beschäftigt. Für den Freiherrn stellte das Jagdschloss ein Freizeitidyll nahe der Residenzstadt Mannheim dar, in das er sich immer wieder zurückzog. Selbst Kurfürst Karl Theodor kam hierher zu Besuch, wie seine Gattin Elisabeth Auguste von Pfalz-Sulzbach in einem Brief vom 30. April 1743 an ihren Schwager Clemens Franz de Paula von Bayern vermerkte: „Gestern sind wir in Lambsheim bei der Hacke gewesen, wo der schönste Garten der Welt ist.“
Freiherr von Hacke starb 1752 in Mannheim und fand später seine letzte Ruhe in der katholischen Kirche St. Joseph zu Trippstadt. Sie wurde von ihm geplant und gestiftet, war aber noch nicht begonnen als er starb. Zuvor hatte er den Katholiken die Privatkapelle seines Hauses zur Verfügung gestellt, welche jedoch zu wenig Platz bot. Der Sohn Franz Karl Joseph von Hacke erbaute das repräsentative Barockschloss Trippstadt und das zugehörige Gotteshaus St. Joseph als Hofkirche. In ihr befindet sich das barocke Familien-Grabdenkmal aus rotem Sandstein. Es erinnert an Ludwig Anton von Hacke und seinen Sohn Franz Karl Joseph. Der Stein trägt ganz oben das väterliche Allianzwappen Hacke/Wachtendonk, mittig das des Sohnes, Hacke/Sturmfeder; außerdem eine lateinische Inschrift für jeden der beiden. Die Inschrift Ludwig Antons von Hacke lautet:

„Halte ein im Schritte, wenn Du hier vorbeigehst, wer Du auch seist und Ehre die Asche des erlauchten Ludwig Anton von Hacke, Wirklichen Kurfürstlichen Geheimen Rates und Oberstjägermeisters. Er hat seine Familie vermehrt durch 18 mit seiner erlauchten Gemahlin Anna Theodora von Wachtendonk gezeugte Kinder, hat ihren Besitzstand vergrößert durch die Trippstadter Herrschaft, welche er anfänglich mit gewissen Zugeständnissen erworben hatte und hat dieses Gotteshaus errichtet aus eigenen Mitteln. Er gab Christus, dessen Ehre er auf Erden suchte, seinen seligen Geist zurück im Jahre 1752“

Die Gemeindewappen von Trippstadt und Stelzenberg enthalten im unteren Teil das Wappen der Freiherrn von Hacke. Es handelt sich um zwei aufrecht gegeneinander gestellte Regenbögen auf silbernem Grund.

## Kinder
Der genannte Sohn Franz Karl Joseph von Hacke (1727–1780) folgte dem Vater in seinen kurpfälzischen Dienststellungen und als Landesherr in Trippstadt nach. Er war mit Amöna Marie Charlotte Juliane Sturmfeder von Oppenweiler verheiratet, Tochter des Dirmsteiner Ortsadeligen Marsilius Franz Sturmfeder von Oppenweiler. Vor ihrer Heirat war sie Hofdame und engste Vertraute der Kurfürstin Elisabeth Auguste.
Franz Karl Ludwig Wilhelm von Hacke, ein weiterer Sohn, amtierte ab 1756 als bevollmächtigter Minister bzw. Gesandter der Kurpfalz am Wiener Hof und ertrank am 4. September 1757, bei einem Schiffsunglück, auf der Donau bei Kelheim. Sein jüngerer Bruder Christian Franz von Hacke (1731–1807) war Ober-Chorbischof im Erzbistum Trier, Domkapitular in Speyer, sowie Kurtrierer Amtmann in Welschbillig. Er ließ den mit seinem Wappen geschmückten Torbau der Trierer Philippskurie errichten.
Ludwig Antons Tochter Antoinette von Hacke (1736–1778) ehelichte 1759 den kurpfälzischen Finanzminister Franz Karl Joseph Anton von Hompesch zu Bolheim (1735–1800), Bruder des Malteser Großmeisters Ferdinand von Hompesch zu Bolheim (1744–1805). Ihr Sohn Johann Wilhelm von Hompesch zu Bolheim (1761–1809) war bayerischer Finanzminister. Über ihre Tochter Elisabeth Auguste von Hompesch zu Bolheim, die den Grafen Carl-Wilhelm Franz-Xaver von Spee (1758–1810) heiratete, sind sie die Ur-Urgroßeltern des in der neueren deutschen Geschichte bekannt gewordenen Admirals Graf Maximilian von Spee, der 1914 mit seinen beiden Söhnen im Seegefecht bei den Falklandinseln umkam.
Maria Charlotte Amalia, eine andere seiner Töchter, heiratete Joseph Karl Ferdinand Friedrich Franz Anton von Sickingen (1708–1787), Sohn des kurpfälzischen Minister und Obristkämmerers Johann Ferdinand von Sickingen (1664–1719).